# آن سيمور دايمر
آن سيمور دايمر (الاسم عند الولادة كونواي؛ 26 أكتوبر 1748 - 28 مايو 1828) نحاتة إنجليزية. وصفها السياسي والأديب الإنجليزي هوراس والبول بأنها «أنثى عبقرية»، تدربت على النحت تحت إشراف جوزيبّي تشيراكي وجون بايكن. تأثرت دايمر بحركة عصر التنوير، وكانت بالإضافة إلى كونها نحاتة مشهورة، مؤلفة ورحالة ومنتجة مسرحية وممثلة.
عَرضت أعمالها بانتظام في الأكاديمية الملكية للفنون منذ عام 1784 وحتى عام 1818 وكانت صديقة مقربة لأعضاء المجتمع الجورجي الراقي، بما في ذلك هوراس ولبول والسياسي تشارلز جيمس فوكس. يعتقد أن دايمر كانت سحاقية وعلى علاقة مع الممثلة إليزابيث فارين.

## حياتها
ولدت آن سيمور كونواي في بلدة سيفينواكس لعائلة أرستقراطية من حزب الأحرار البريطاني. وهي الابنة الوحيدة للمشير هنري سيمور كونواي (1795-1721) وزوجته كارولين بروس، المولودة باسم كامبل، ليدي إيلزبري (1803-1721). إن والدها هو ابن أخت روبرت ولبول، أول رئيس وزراء للمملكة المتحدة. كان ابن ولبول، هوراس والبول، الأب الروحي لها، وأمضت آن الكثير من طفولتها في منزله في ستروبيري هيل. كانت والدتها ابنة دوق آرغايل. نشأت آن في منزل العائلة في بارك بليس في باركشير. وتلقت تعليمًا عاليًا رغم تعلّمها في المنزل. وقُدّمت إلى المجتمع عندما بلغت السابعة عشرة.
في عام 1766، عندما كانت دايمر تبلغ من العمر 17 عامًا، رسمتها أنجيليكا كوفمان في شخصية الإلهة سيريز، وهو عمل موجود اليوم في جامعة سانت ماري، تويكنهام. أكمل فنان غير معروف (قد تكون كوفمان) في عام 1800، لوحة بنفس التكوين الفني للرسم السابق. جاء هذا العمل قبل انطلاقة دايمر في المجتمع ودخولها سوق الزواج.
تزوجت آن من جون دايمر، ابن اللورد ميلتون في عام 1767، الذي أصبح فيما بعد إيرل دورتشستر الأول. حصل الزوجان على دخل قدره 5000 جنيه إسترليني من اللورد ميلتون، وترك لهما كل من ميلتون وهنري كونواي ثروات كبيرة. وُصِف دايمر بكونه رجل أعمال فقير، له ذوق خاص بالملابس باهظة الثمن. لم يكن هذا الزواج ناجحًا ولم ينجب الزوجان أطفالًا وانفصلا بعد سبع سنوات.
أُدرجت آن في عام 1775، ضمن لوحة بعنوان الساحرات الثلاث من ماكبث لدانييل غاردنر (نحو 1805-1750)، ويمكن العثور على هذه اللوحة في معرض اللوحات القومي، لندن. يُظهر العمل آن إلى جانب سيدات أخريات من المجتمع الراقي: فيكونتيسة ملبورن، إليزابيث لامب، ودوقة ديفونشير، جورجيانا كافنديش.
توفي زوج دايمر منتحرًا في عام 1776، تاركًا ديونًا كبيرة. استفادت دايمر بوصفها أرملة من اتفاقية ما قبل الزواج وأُلزم والد زوجها بدفع 2500 جنيه إسترليني لها سنويًا. سمح لها هذا المال بالاستقلال المالي، ومواصلة مسيرتها الفنية مع الإبقاء على حياة اجتماعية كاملة بمستوى ثقافي أعلى من سنوات زواجها السابقة.
زارت دايمر أوروبا مرارًا. وشاهدت من على متن سفينة في عام 1779، معركة بالأسلحة النارية استمرت أربع ساعات بين قرصنة تفويضية فرنسية وقارب بريد يمر من القناة التي كانت تسافر عبرها. ألقى قرصان القبض عليها خلال إحدى الرحلات، لكن أُطلق سراحها في جيرسي دون أن تصاب بأذى. سافرت بمفردها عبر البرتغال وإسبانيا وعادت خلال الثورة الفرنسية، في الفترة ما بين عام 1790 وعام 1791. زارت السير هوراشيو مان في فلورنسا، والسير ويليام هاملتون في نابولي، وهناك تعرفت على اللورد نيلسون.
نشرت رواية بليمور في عام 1801، كتبتها في لشبونة. صدر الكتاب في ثلاث طبعات وتُرجم إلى الفرنسية. زارت آن باريس مع المؤلفة ماري بيري وحصلت على شرف لقاء نابليون في عام 1802، بينما كانت معاهدة أميان لا تزال سارية المفعول.